# 石门玉湖殿
石门玉湖殿，位于中国福建省安溪县感德镇石门村，为一个省级文物保护单位，类型为古建筑，为第七批福建省文物保护单位，公布时间为2009年11月16日。
石门玉湖殿始建于宋，坐落于泉州安溪县感德镇石门村，内奉祀北宋时期闽南地区的神医「保生大帝」。玉湖殿大部分珍贵文物及宋、元、明、清各朝各代的大规模建筑群毁于上世纪“文化大革命”时期。村民在1981年才集资在原址重新修复玉湖殿主殿。经二十多年的风雨侵蚀，正面的门柱、板材都有裂缝，油漆也脱落，再次集资重修。